# Ateez
Ateez (кор. 에이티즈; стилизуется как ATEEZ, читается как Эйтиз) — южнокорейский бой-бэнд, сформированный в 2018 году компанией KQ Entertainment. Группа состоит из восьми участников: Хонджун, Сонхва, Юнхо, Ёсан, Сан, Минги, Уён и Чонхо. Группа дебютировала 24 октября 2018 года с мини-альбомом Treasure EP.1: All to Zero. 2 ноября группа исполнила свою песню «Pirate King» на Music Bank.
По состоянию на январь 2025 года Ateez выпустили одиннадцать мини-альбомов, четыре студийных альбома, двадцать четыре сингла и один сингл-альбом на корейском языке, а также два сингл-альбома, три мини-альбома и два студийных альбома на японском языке. Их альбомы Treasure EP.Fin: All to Action, Treasure Epilogue: Action to Answer, тетралогия альбомов Zero: Fever, Spin Off: From the Witness, трилогия альбомов The World и Golden Hour: Part.1 и Golden Hour: Part.2 возглавили южнокорейский чарт альбомов Circle, а Zero: Fever Part.1 стал первым альбомом группы, получившим платиновый статус, а The World EP.1: Movement — первым альбомом, сертифицированным как миллионный в стране.
Группа достигла первого места в Billboard 200 со своим вторым студийным альбомом The World EP.Fin: Will и неоднократно занимала первое место в чарте Billboard Top Albums Sales. Они также стали первой южнокорейской музыкальной группой, чьи три релиза подряд попали в топ-10 UK Albums Chart в течение одного года.
Корейские СМИ часто называют Ateez «Глобальными Айдолами Перформанса», а Министерство культуры, спорта и туризма Республики Корея в 2020 году присвоило им звание «Лидеры Следующего Поколения». Группа продала более семи миллионов физических альбомов по всему миру. Их награды включают приз «Выбор фанатов» на Mnet Asian Music Awards 2019, 2020 и 2023 годов, а также главные призы (бонсаны) на 4-й церемонии Fact Music Awards, 30-й и 31-й церемониях Seoul Music Awards. В 2024 году они также получили награду «Grand Honor’s Choice» (дэсан) на Korea Grand Music Awards. Группа также выступала в качестве официальных глобальных послов корейской культуры и туризма.
В 2024 году Ateez стали первой K-pop бой-группой, выступившей на фестивале Коачелла, а также первой K-pop группой, возглавившей музыкальный фестиваль Mawazine в Марокко.
Их основным продюсером является их коллега по лейблу Eden, лидер Eden-ary.

## Название
До своего дебюта ATEEZ были представлены как «KQ Fellaz», названные в честь своего звукозаписывающего лейбла KQ Entertainment. Под этим названием их продвигали до 3 июля 2018 года, когда название бой-бэнд было изменено на ATEEZ (от «A TEEnager Z»).
17 ноября 2018 года через свой официальный канал на VLive группа объявила официальное название своего фандома — Atiny (корейское название 에이티니, на русском читается как «Эйтини»), происходящее от первой буквы названия группы и английского слова destiny, что в переводе группы означает — «судьба Ateez» (ATEEZ’s destiny).
Приветствие: 8 makes 1 team.

## Карьера

### 2018: Пре-дебют, реалити-шоу и дебют сTreasure EP.1: All to Zero
Планы по созданию новой бойз-группы от KQ Entertainment начались после того, как сотрудник компании обнаружил письмо и демо-микстейп от Ким Хонджуна, который впоследствии стал лидером Ateez. Хонджун выразил желание стать стажёром в компании, вдохновлённый группой Block B, которой также управляет KQ Entertainment. Хонджун стал первым официальным стажёром компании и оставался единственным до тех пор, пока Юнхо не присоединился к нему через шесть месяцев. В течение следующего года к KQ Entertainment присоединились в качестве стажёров Минги, Сан, Сонхва, Ёсан, Чонхо и Уён. Многие из них уже имели опыт обучения в других компаниях: Минги — в Maroo Entertainment, Чонхо — в TOP Media, а Ёсан и Уён — в Big Hit Entertainment. До дебюта они были известны как «KQ Fellaz».

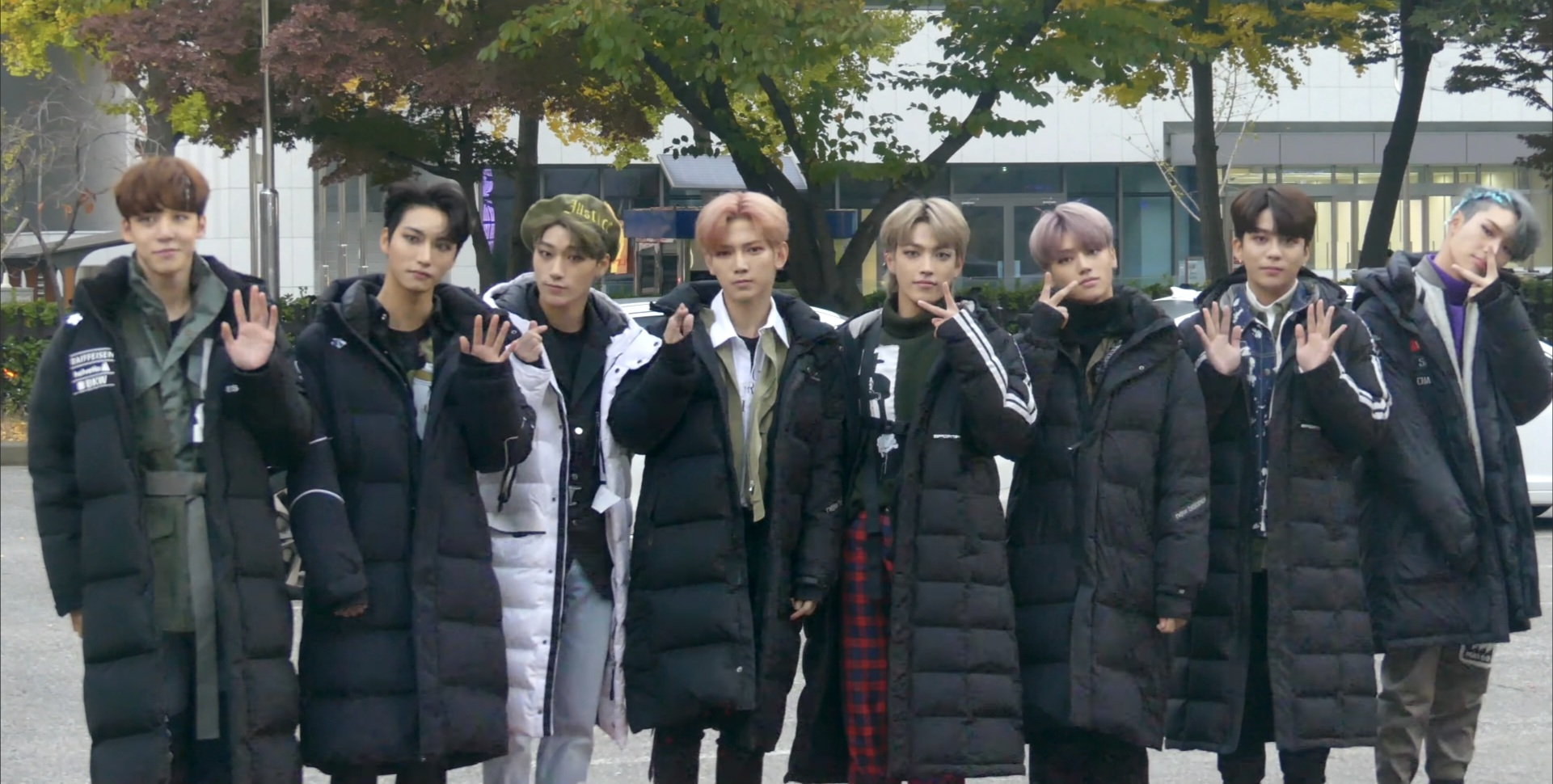
ATEEZ во время промоушена «Pirate King», ноябрь 2018 года

В конце 2017 года Хонджун, Минги, Уён и Чонхо приняли участие в реалити-шоу на выживание «Mix Nine», заняв 42-е, 63-е, 72-е и 43-е места среди всех участников мужского пола соответственно. 18 мая 2018 года KQ Entertainment выпустила видео на YouTube под названием «KQ Fellaz Performance Video I», в котором впервые были показаны все восемь участников Ateez, исполняющие песню Famous Dex «Pick It Up». Вскоре после этого группа выпустила свой предебютный веб-сериал «KQ Fellaz American Training», где показала участников, проходящих обучение в Лос-Анджелесе, Калифорния, в The Millennium Dance Complex. В этот период девятый стажёр Ли Джунён был представлен как член KQ Fellaz, но в конечном итоге не был включён в финальный состав. Для финала веб-сериала «KQ Fellaz» выпустила музыкальное видео на песню «From», сочинённую и спродюсированную Хонджуном.
В ноябре 2018 года Ateez начали промоции своего дебютного сингла «Pirate King». 3 июля 2018 года KQ Entertainment анонсировала дебютное реалити-шоу с тремя тизерами. Второй тизер, выпущенный 3 июля 2018 года, раскрыл официальное название группы: Ateez. Название, сокращение от «A TEEnager Z», символизирует стремление группы представить всё, что связано с подростками, от А до Я. Шоу под названием «Code Name Is Ateez» дебютировало на Mnet 20 июля.
24 октября 2018 года Ateez выпустили свой дебютный мини-альбом Treasure EP.1: All to Zero вместе с музыкальными видео на два ведущих сингла «Pirate King» (кор. 해적왕) и «Treasure». В тот же день состоялся их дебютный шоукейс. Альбом занял седьмое место в еженедельном чарте Gaon Albums Chart, разойдясь тиражом 23 644 копии в 2018 году.

### 2019:Treasure EP.2: Zero to One,Treasure EP.3: One to All, и The Expedition Tour
3 января 2019 года Ateez объявили о своём первом возвращении с мини-альбомом Treasure EP.2: Zero to One с помощью тизерного фото в социальных сетях. Альбом был выпущен 15 января, одновременно с видеоклипом на ведущий сингл «Say My Name». Видеоклип на трек «Hala Hala (Hearts Awakened, Live Alive)» из альбома вышел 7 февраля.
24 января Ateez объявили о своём первом туре «The Expedition Tour» с датами в пяти американских городах: Нью-Йорк, Чикаго, Даллас, Атланта и Лос-Анджелес. В марте 2019 года тур был расширен за счёт европейских шоу в Лондоне, Лиссабоне, Париже, Берлине, Амстердаме, Милане, Будапеште, Стокгольме, Варшаве и Москве. Все американские и европейские концерты были распроданы. 17 мая Ateez выступили на своём первом совместном K-pop концерте, KCON 2019 Japan, в Тибе, Япония. В начале июня тур «The Expedition Tour» был снова продлён с посещением австралийских городов Мельбурн и Сидней в августе.

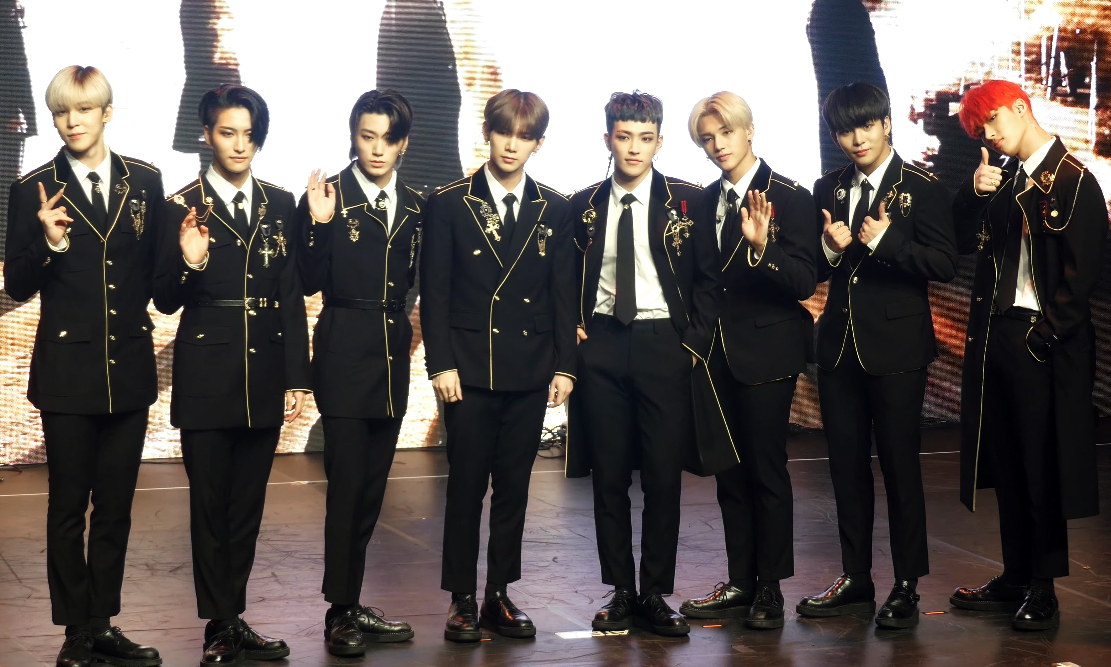
ATEEZ во время шоукейса Treasure EP.Fin: All to Action, 2019 год

10 июня Ateez выпустили свой третий мини-альбом Treasure EP.3: One to All. Ведущий сингл «Wave» был выбран фанатами, победив в голосовании над «Illusion». Видеоклипы на обе песни вышли в один день. 20 июня Ateez выиграли свою первую награду на музыкальной программе «M Countdown» за «Wave» и повторили успех на «The Show» пять дней спустя. 8 июля вышел видеоклип на трек «Aurora». В июле и августе Ateez выступили на мероприятиях KCON в Нью-Йорке и Лос-Анджелесе соответственно и получили награду «Soribada Award» за лучшее выступление 20 августа.
18 сентября Ateez объявили о своём третьем возвращении с Treasure EP.Fin: All to Action, их первым студийным альбомом. Альбом был выпущен 8 октября с видеоклипом на ведущий сингл «Wonderland». В 2019 году альбом разошёлся тиражом 165 479 физических копий в Южной Корее и стал первым альбомом Ateez, занявшим первое место в еженедельном чарте Gaon Albums Chart. 3 ноября Ateez получили награду за лучшее корейское выступление на MTV Europe Music Awards 2019.
10 ноября они выпустили свой первый видеоклип на японском языке на песню «Utopia», изначально входившую в Treasure EP.3. 4 декабря вышел их дебютный японский альбом Treasure EP. Extra: Shift the Map, и в тот же день они получили награду «Worldwide Fans' Choice Award» на Mnet Asian Music Awards в Нагое, Япония.

### 2020: Завершение серии «Treasure» и рост внутреннего успеха
6 января 2020 года Ateez выпустили свой четвёртый мини-альбом Treasure Epilogue: Action to Answer в рамках серии Treasure, а также музыкальное видео на заглавный трек «Answer». В 2020 году альбом был продан в Южной Корее тиражом 179 796 физических копий. 12 февраля Ateez выпустили свой первый японский мини-альбом Treasure EP.Map to Answer, где японской версией «Answer» также стал заглавным треком.
Второй мировой тур группы, «The Fellowship: Map the Treasure», был запланирован на начало февраля в Сеуле, затем группа должна была посетить семь европейских городов в марте, два японских города и пять американских в апреле. Концерты в Сеуле состоялись 8 и 9 февраля, как и планировалось. Однако из-за пандемии COVID-19 оставшиеся даты тура были перенесены на неопределённый срок. На момент переноса многие билеты были уже проданы: концерты в Амстердаме, Мадриде и Москве были распроданы с января, а в США были распроданы билеты на все арены, вмещающие более 18 000 человек.

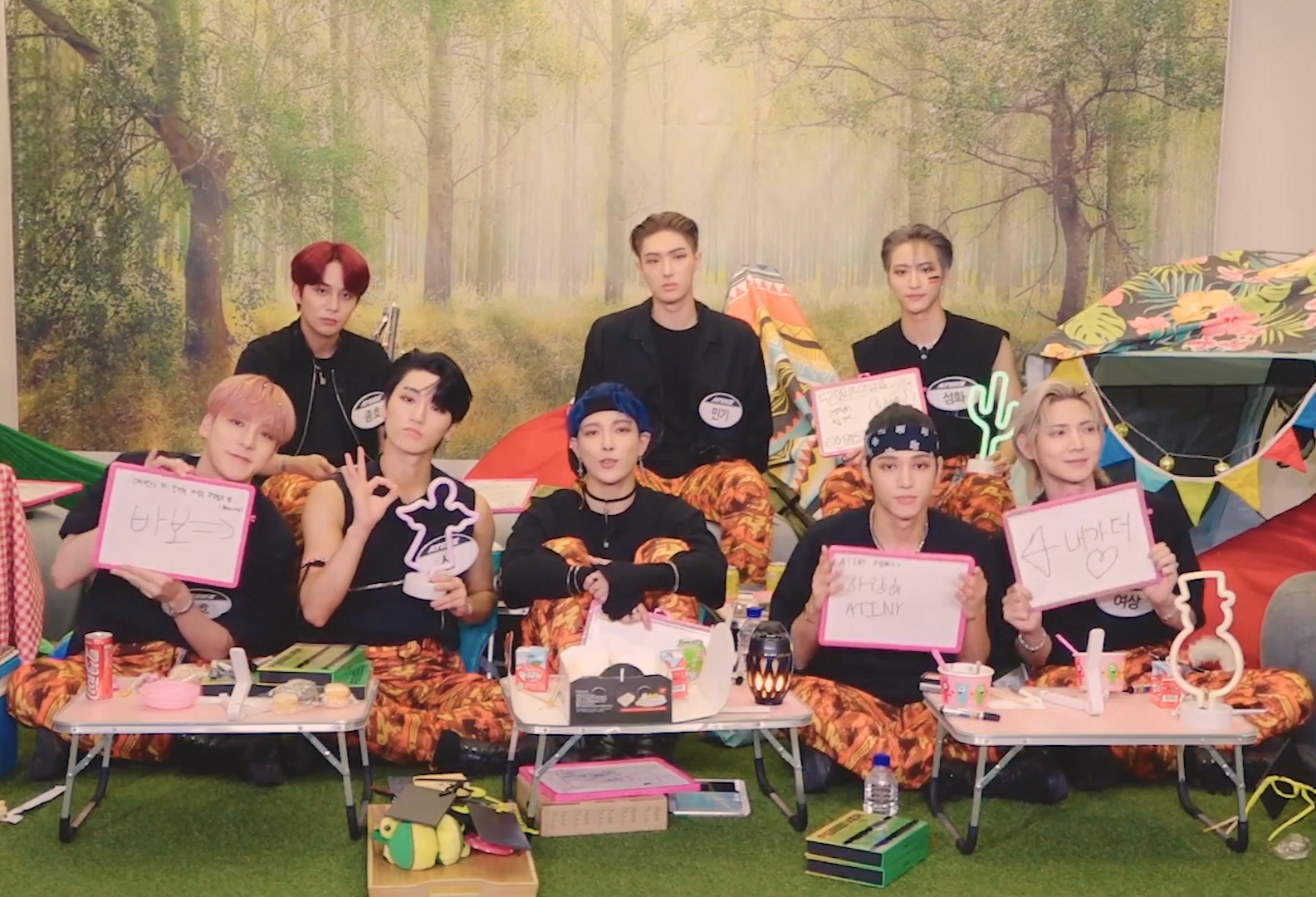
ATEEZ во время промоушена «Thanxx», 2020 год

В связи с ограничениями из-за COVID-19 Ateez провели бесплатный виртуальный концерт «Crescent Party» на платформе V Live 30 мая, который посмотрели более 1,4 миллиона человек. 26 июня группа выступила на открытии и закрытии KCON:TACT 2020 и провела первую виртуальную встречу с фанатами.
4 июля Ateez представили график релизов для своего пятого мини-альбома Zero: Fever Part.1, который стал первым релизом после завершения эры Treasure. Фанаты выбрали заглавный трек «Inception» вместо «Thanxx». Альбом был выпущен 29 июля, а Ateez получили свои третью и четвёртую награды на музыкальных программах за «Inception» на «The Show» и «Show Champion» 4 и 5 августа соответственно. Музыкальное видео на другой сингл, «Thanxx», было выпущено 24 августа. Zero: Fever Part.1 был продан тиражом 379 052 физических копий в Южной Корее в 2020 году, что позволило Ateez стать второй корейской мужской группой четвёртого поколения, достигшей миллиона продаж в качестве дебютантов.
29 августа Ateez приняли участие в южнокорейской телепрограмме «Immortal Songs: Singing the Legend», где исполнили кавер на песню Turbo «The Black Cat Nero» и выиграли эпизод, став первой группой четвёртого поколения и шестой айдол-группой, победившей в этой программе. 31 октября Ateez выпустили специальную версию «The Black Cat Nero» для Хэллоуина с участием оригинального исполнителя Ким Джонгука.
15 ноября было объявлено, что участник Минги временно приостановит промо-активности с группой для лечения симптомов тревожности.
На Mnet Asian Music Awards 2020 Ateez выиграли награды «Всемирный выбор фанатов» и «Открытие года». Во время выступления на шоу было объявлено, что они присоединятся к The Boyz и Stray Kids в первом сезоне «Kingdom: Legendary War» — реалити-шоу Mnet, которое вышло в эфир в апреле 2021 года.
19 декабря Ateez стали единственной айдол-группой, приглашённой на финал года «Immortal Songs» под названием «King of Kings», где они исполнили свою версию песни Seo Taiji and Boys «Anyhow Song». По данным официального опроса в Twitter, Ateez стали пятыми по популярности музыкантами в США в 2020 году после BTS, Канье Уэста, Бейонсе и Дрейка, а также десятой по популярности обсуждаемой K-pop группой в мире.

### 2021: ЭраFeverи участие в «Kingdom»
31 января Ateez получили свой первый бонсан (главная награда) на 30-й церемонии Seoul Music Awards. 6 февраля они в третий раз приняли участие в шоу «Immortal Songs: Singing the Legend» и выиграли эпизод, исполнив кавер-версию песни Rain «It’s Raining». Это сделало их единственной корейской поп-группой, которая выиграла несколько раз в этом шоу.
1 марта вышел их шестой мини-альбом Zero: Fever Part.2 с видеоклипом на сингл «Fireworks (I’m the One)» (кор. 불놀이야). 9 марта Ateez одержали свою пятую победу на шоу «The Show» с этой песней. 8 июля альбом был сертифицирован как дважды платиновый, разойдясь тиражом более 500 000 копий. 24 марта Ateez выпустили свой первый оригинальный японский студийный альбом Into the A to Z с синглом «Still Here».
Помимо музыкальных релизов, группа и её участники участвовали в различных корейских телепрограммах. В марте Ёсан стал соведущим музыкальной программы «The Show» на SBS MTV. Юнхо, Чонхо, Сонхва и Сан снимались в теледраме «Имитация» на канале KBS2, которая транслировалась с мая по июль. Конкурсное шоу «Kingdom: Legendary War», в котором участвовали Ateez вместе с другими K-pop группами, впервые вышло в эфир 1 апреля. Для финального раунда они выпустили песню «The Real» 28 мая, в записи которой участвовал Минги, но не в исполнении. Группа заняла третье место. 22 мая Ateez в четвёртый раз вернулись на шоу «Immortal Songs», победив с исполнением песни Psy «Right Now» и разделив рекорд по количеству побед среди айдолов с Mamamoo.
9 июля KQ Entertainment сообщила, что у Сана был диагностирован COVID-19 без симптомов. Все участники, кроме Минги, приостановили свою деятельность до 23 июля, а Сан находился в лечебном центре до 19 июля. 19 июля было объявлено, что Минги возвращается к групповой деятельности.
28 июля Ateez выпустили свой первый японский сингл «Dreamers», ставший пятой завершающей темой аниме-сериала «Digimon Adventure» 2020 года. 4 августа Ateez объявили о сотрудничестве с Ким Джонгуком над альбомом Season Songs с синглом «Be My Lover», который вышел 16 августа. 19 августа было объявлено о коллаборации с американской а капелла группой Pentatonix на сингле «A Little Space», который вышел на следующий день.
13 сентября Ateez выпустили седьмой мини-альбом Zero: Fever Part.3. Ведущим синглом стал «Deja Vu», который был выбран фанатами вместо «Eternal Sunshine». Предзаказы альбома превысили 800 000 копий, что более чем вдвое больше, чем у предыдущего релиза. Альбом дебютировал на первом месте в чарте Billboard World Albums и достиг нового пика в чарте Billboard World Digital Songs с «Deja Vu» на четвёртом месте. В США альбом занял 42-е место в чарте Billboard 200 и возглавил чарт Billboard Emerging Artists. 22 сентября они одержали шестую победу на шоу «Show Champion» с «Deja Vu». 11 ноября альбом получил двойную платиновую сертификацию, превысив отметку в 500 000 проданных копий.
2 октября Ateez выиграли награду «Артист года» на The Fact Music Awards. 31 октября они выступили на суперконцерте SBS Super Concert в Тэгу, где Юнхо был назначен одним из ведущих. 14 ноября на виртуальном концерте «Fever: eXendtion edition» было объявлено, что третий мировой тур группы, «The Fellowship: Beginning of the End», состоится в 2022 году. Тур начнётся с трёх концертов в Сеуле в начале января и продолжится в пяти городах США, а затем завершится шестью концертами в европейских городах.
10 декабря Ateez выпустили восьмой мини-альбом Zero: Fever Epilogue с синглами «Turbulence» и «The Real (Heung version)». Альбом включал треки, ранее представленные на «Kingdom», и получил платиновую сертификацию. 25 декабря Ateez вернулись на шоу «Immortal Songs» с финальным исполнением года «King of Kings», объединив песни Block B «Nillili Mambo», Big Bang «Fantastic Baby» и свою «The Real (Heung version)».

### 2022: Два мировых тура, Beyond: Zero, The World EP.1: Movement, The World EP.Парадигма и спин-офф: От the Witness
Ateez провели свои первые офлайн-концерты за два года в Сеуле с 7 по 9 января. Мировое турне «Fellowship: Beginning of the End» продолжилось шестью аншлаговыми концертами в Чикаго, Атланте, Ньюарке, Далласе и Лос-Анджелесе в США в январе. 18 января было объявлено, что Ёсан продолжит вести программу «The Show» в качестве соведущего на второй год. 23 января Ateez выиграли главную награду на 31-й церемонии Seoul Music Awards.
31 января они выпустили промосингл «Don’t Stop» на лейбле Universe Music. 3 февраля было объявлено, что Ateez выступят на Global Spin Live в музее Грэмми 8 февраля. Они исполнили свои песни и приняли участие в интервью и секции вопросов и ответов на этом мероприятии.
Европейский этап турне «Fellowship: Beginning of the End» был перенесен на конец апреля и май; состоялись восемь концертов в Мадриде, Лондоне, Париже, Берлине и Амстердаме, а концерт в Варшаве был отменен. Также были анонсированы три дополнительных концерта в Йокогаме, Япония, в середине июля.
25 мая Ateez выпустили свой второй японский мини-альбом Beyond: Zero с ведущим синглом «Rocky (Boxers Ver.)». Альбом занял второе место в еженедельном чарте Oricon, Line Music и Billboard Japan Top Album Sales.
30 июня они выступили на фестивале K-pop в Джидде, Саудовская Аравия. 3 июля они закрыли второй день UNI-KON 2022 в Сеуле.

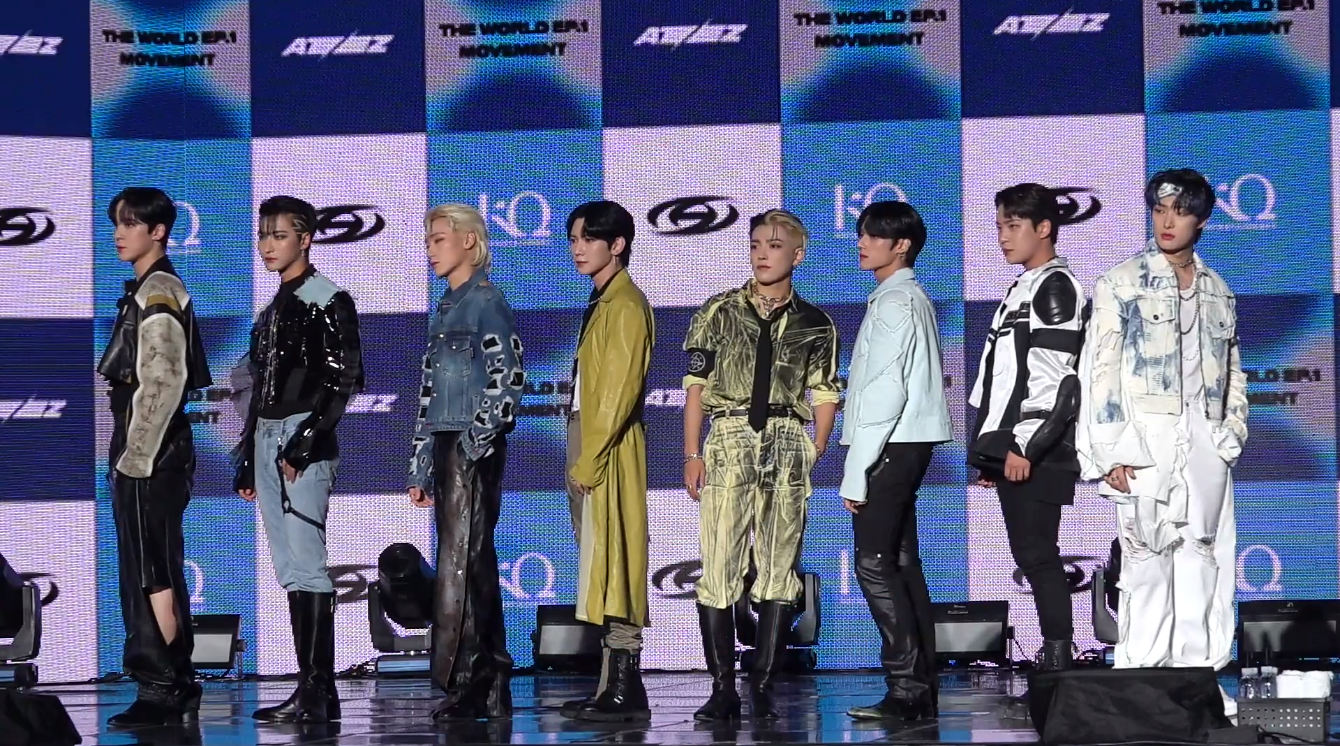
ATEEZ, июлю 2022 года

29 июля Ateez выпустили девятый корейский мини-альбом The World EP.1: Movement с ведущим синглом «Guerrilla». Предварительные заказы превысили 1,1 миллиона копий, что сделало этот мини-альбом первым, разошедшимся миллионным тиражом. Продажи альбома за первую неделю составили более 930 000 физических копий, и он возглавил южнокорейский чарт Circle Album Chart в течение двух недель подряд. В США альбом занял третье место в Billboard 200, что стало первым попаданием Ateez в топ-10 этого чарта. Группа завершила промоушен альбома, получив шесть музыкальных наград за «Guerrilla» на шоу «The Show», «Show Champion» и «Music Bank».
22 августа Ateez выступили на KCON 2022 в Лос-Анджелесе и были выбраны для исполнения версии «Poppia» на LA KCON 2022. 8 сентября стало известно, что Хонджун и Юнхо были выбраны диджеями для третьего сезна шоу MBC Radio «Айдол радио», которое будет включать концепцию «space pirate». 9 сентября Ateez выпустили оригинальный саундтрек для веб-драмы «Подражатель» под названием «Let’s Get Together». 16 сентября Чонхо выпустил свою первую сольную песню «A Fairy Tale of Youth» для шоу TVING «Молодёжный лагерь».
Ateez выступили в нескольких совместных концертах по Азии в сентябре и октябре, включая K-pop Land 2022 в Джакарте, K-pop Masterz Ep.2 в Маниле и Бангкоке, KCON 2022 в Саудовской Аравии в Эр-Рияде, Powerful Daegu K-pop Concert Restart и KCON 2022 в Японии в Токио. 8 октября Ateez получили награды «Артист года» и «Лучший исполнитель» на The Fact Music Awards.
Ateez открыли свой второй мировой тур года, «The Fellowship: Break The Wall», двумя аншлаговыми концертами в Сеуле 29 и 30 октября. Они отправились в тур по Северной Америке, включающий одиннадцать концертов в Окленде, Анахайме, Финиксе, Далласе, Чикаго, Атланте, Ньюарке и Торонто. Завершили тур 2022 года двумя концертами в Тибе, Япония. KQ Fellaz 2, предебютная бой-группа того же лейбла, что и Ateez, выступила в качестве разогрева на всех концертах, кроме одного в Канаде. 26 ноября Чонхо выпустил песню «Gravity» для драмы JTBC Reborn Rich.
30 ноября Ateez выпустили свой третий японский мини-альбом The World EP.Paradigm с ведущим синглом «Paradigm». Альбом занял первое место в еженедельном чарте Oricon и в еженедельном комбинированном чарте Oricon. Он также возглавил чарт Billboard Japan Top Album Sales, разойдясь тиражом в 124 584 физических копии за первую неделю, что стало первым случаем, когда Ateez возглавили этот чарт.
7 декабря Ateez выпустили саундтрек «Like That» для аниме «Лукизм», адаптации одноимённого вебтуна. 15 декабря было объявлено, что группа выпустит вступительную тему «Limitless» для аниме «Мастера дуэлей: Победа».
22 декабря KQ Entertainment выпустила трейлер к первому корейскому сингл-альбому Ateez Spin Off: From the Witness, который был выпущен 30 декабря и включал сингл «Halazia». Альбом вошёл в топ-10 Billboard 200 на седьмом месте и в топ-10 Billboard’s Top Album Sales на втором месте, что стало их третьим и вторым попаданием в эти чарты соответственно. «Halazia» принесла Ateez их 13-й музыкальный трофей, заняв первое место на «Music Bank» 6 января.

### 2023: Продолжение мирового турне «Break the Wall», Limitless,The World EP.2: OutlawиThe World EP.Fin: Will
После завершения отечественных промоакций для Spin Off: From the Witness Ateez провели промоушен своего мини-альбома The World EP. Paradigm в Японии с 29 января по 3 февраля. 10 февраля группа начала европейский этап мирового тура «Fellowship: Break The Wall» с выступления в Амстердаме, за которым последовали восемь концертов в Берлине, Брюсселе, Лондоне, Мадриде, Копенгагене и Париже. 28 февраля Чонхо выпустил песню «Wind» для дорамы tvN «Наша цветущая молодость». 8 марта Ёсан объявил, что он продолжит вести «The Show» третий год подряд. 19 марта Ateez выступили на KCON Thailand на арене IMPACT.
22 марта группа выпустила Limitless, свой второй японский сингл-альбом, включающий заглавную песню с одноимённым названием, записанную для аниме «Мастера дуэлей: Победа».
В период с апреля по май Ateez выступили на нескольких мероприятиях, таких как 2023 Lovesome Festival в Сеуле, K-POP Super Live на Seoul Festa 2023, Dance Day Live 2023 в Токио и KCON Japan 2023 в Тибе. Они также дали шесть дополнительных концертов в рамках тура «Fellowship: Break The Wall» в Сеуле, Токио и Тибе. 13 мая Чонхо впервые выступил соло на «Immortal Songs: Singing the Legend».
Группа выпустила свой девятый мини-альбом The World EP.2: Outlaw 16 июня. Он стал самым успешным возвращением группы, достигнув 2-го места в Billboard 200, 1-го места в Billboard Top Albums Sales Chart и 10-го места в UK Official Albums Chart.
17 июня Ateez в шестой раз выступили на «Immortal Songs: Singing the Legend». Они исполнили свою версию песни «Highway in the Gale», первоначально исполненную Ю Чон Соком, и выиграли свой четвёртый трофей, став K-pop-айдол-группой с наибольшим количеством побед на шоу.
8 июля Ateez открыли азиатский этап мирового тура «Fellowship: Break The Wall» в Тайбэе, за которым последовали концерты в Гонконге и Бангкоке. В рамках мирового тура они дали сольный концерт в Джидде 20 июля, став первой идол-группой четвёртого поколения, сделавшей это. 23 августа они продолжили латиноамериканский этап тура с выступлениями в Мехико, Сан-Паулу, Сантьяго и Боготе. Они сыграли свой первый в истории стадионный концерт на Альянс Парке в Сан-Паулу. 9 сентября они возобновили азиатский этап тура с концертом в Сингапуре. Они завершили тур 16-го числа с выступлением в Маниле.
1 декабря группа выпустила свой второй студийный альбом The World EP.Fin: Will. Альбом достиг 1-го места в Billboard 200 [8], 1-го места в Billboard Top Albums Sales Chart и 2-го места в UK Official Albums Chart. В первую неделю было продано более 1,7 миллиона копий, что сделало его их третьим альбомом-миллионником после The World EP.1: Movement и The World EP.2: Outlaw. Этот альбом также принес им первую в истории тройную корону на KBS «Music Bank».
27 декабря было объявлено, что Хонджун и Юнхо покинут посты диджеев на MBC Radio «Айдол радио».

### 2024: Мировое турне «Towards the Light: Will to Power»,Not Okay, Коачелла,Golden Hour: Part. 1и2, Mawazine иBirthday

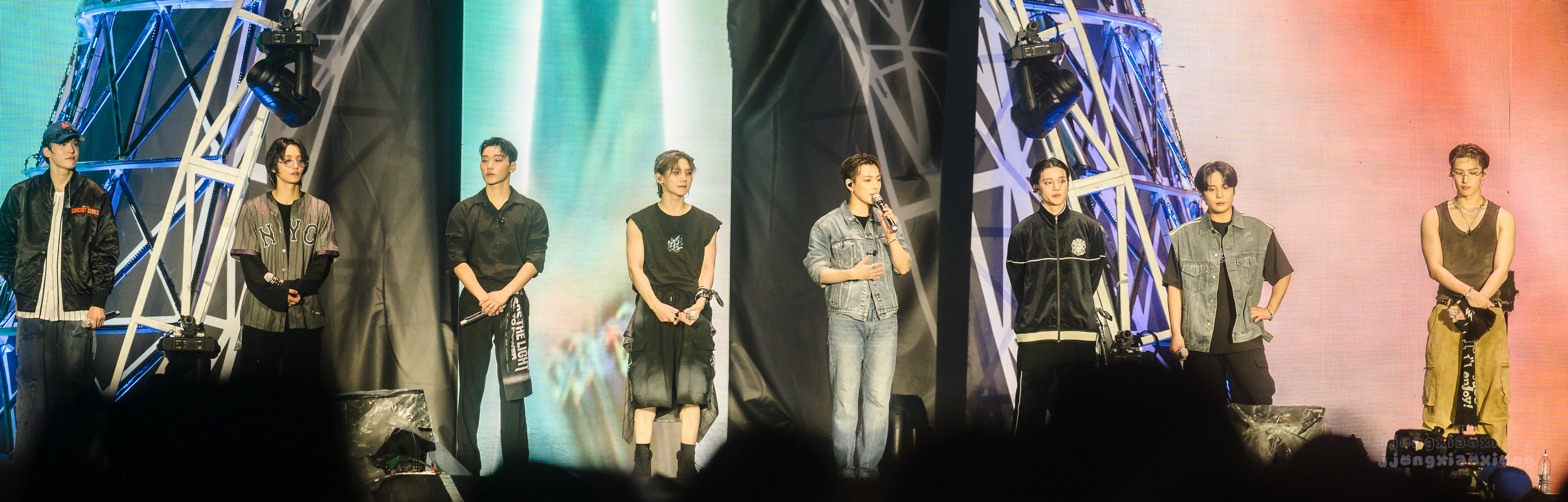
ATEEZ во время мирового тура Towards the Light: Will to Power, 2024 год

Ateez начали год с мирового тура «Towards the Light: Will to Power», который стартовал 27 и 28 января в Сеуле, Южная Корея. Концерты прошли на стадионе Jamsil Indoor Stadium и были полностью распроданы. 3 и 4 февраля группа выступила на Сайтама Супер Арена в Сайтаме, Япония, также при полных залах.
6 февраля Ateez были названы первым K-pop артистом года на Дне музыкального магазина. 28 февраля вышел третий японский сингл группы «Not Okay», который дебютировал на 2-м месте в ежедневном чарте Oricon, на 1-м месте в чарте Recochoku Daily Album, на 2-м месте в Billboard Japan Top Singles Sales и на 4-м месте в Billboard Japan Hot 100.
5 марта стало известно, что Ёсан покинет пост соведущего шоу SBS MTV «The Show» после трёх лет работы. 28 марта стало известно, что Ateez примут участие в первой корейской поп-выставке в музее Грэмми, которая пройдёт с 10 апреля по 10 июня. 31 марта группа выступила на KCON Hong Kong 2024.
12 и 19 апреля Ateez стали первой корейской K-pop группой, выступившей на фестивале Коачелла, одном из крупнейших музыкальных фестивалей в мире. 20 апреля участники группы бросили первый мяч в матче Главной лиги бейсбола между командами «Лос-Анджелес Доджерс» и «Нью-Йорк Метс». 26 апреля Ateez выступили на выставке Cartier «Crystallization of Time» в Корее, а 28 апреля — на гала-ужине Cartier High Jewelry. 30 апреля Чонхо выпустил песню «A Day» для саундтрека к дораме tvN «Хватай Сон Чжэ и беги».
25 мая Юнхо бросил первый мяч в матче между командами «KIA Tigers» и «Doosan Bears» в Кванджу, а Уён бросил первый мяч в матче между «Lotte Giants» и «Samsung Lions» в Пусане. 26 мая Ateez выступили на фестивале Университета Ёнсе «AKARAKA», а 29 мая — на фестивале Университета Сонгюнгван. 31 мая группа выпустила десятый мини-альбом Golden Hour: Part.1 с ведущим синглом «Work» и видеоклипом. Мини-альбом дебютировал на 2-м месте в Billboard 200, на 1-м месте в чарте Billboard Top Albums Sales, на 4-м месте в UK Official Albums Chart, на 1-м месте в UK Official Physical Albums и на 1-м месте в Billboard Japan Top Albums Sales. Группа также стала первым южнокорейским музыкальным коллективом, занявшим три верхние строчки в чартах UK Official Albums за год. В первую неделю продаж было продано более 1,5 миллиона копий, что сделало альбом четвёртым миллионником группы.
2 июня Ateez выступили на концерте K-Wave Inkigayo. 10 июня группа дебютировала на американском телевидении в шоу «Шоу Келли Кларксон». 15 июня Чонхо во второй раз появился в шоу «Immortal Songs: Singing the Legend». 23 июня Ateez стали первой южнокорейской группой, выступившей на фестивале Mawazine, втором по величине музыкальном фестивале в мире. Группа выступила на сцене OLM Souissi и привлекла большое количество зрителей. 28 и 29 июня Ateez выступили на музыкальном фестивале BEAT AX Vol.4 в Макухари Мессе в Тибе, а 30 июня — на «Show! Music Core» в Японии.
1 июля Ateez выпустили сингл «Hush-Hush» совместно с японской группой Be:First. 6 и 7 июля в Сеуле прошли их фанмитинги под названием «ATINY’s Voyage: From A to Z». 14 июля Ateez начали североамериканский этап тура «Towards the Light: Will to Power», выступив в Такоме, Окленде, Лос-Анджелесе, Финиксе, Арлингтоне, Дулуте, Нью-Йорке, Вашингтоне, Торонто и Розмонте. В рамках тура группа впервые выступила на стадионах BMO Stadium, Globe Life Field и Сити-филд.
1 августа Юнхо появился в видеоклипе на песню «Kung Kung Dda» группы Seo Eve. 7 августа Мирани выпустила сингл «Hit Me Up» при участии Минги. 17 и 18 августа Ateez выступили на фестивале Summer Sonic в Осаке и Тибе.
4 сентября Ateez выпустили второй цифровой сингл «Royal» совместно с японской группой Be:First. 1 октября вышел четвёртый японский сингл группы «Birthday», который дебютировал на 3-м месте в Billboard Japan Top Singles Sales и на 4-м месте в Billboard Japan Hot 100.
15 ноября Ateez выпустили Golden Hour: Part.2 с ведущим синглом «Ice On My Teeth». Альбом дебютировал на 1-м месте в чартах Billboard 200 и Billboard US World Albums.

### 2025: Продолжение мирового тура
18 января Ateez начали европейскую часть своего мирового турне с выступлений в Лионе, Милане, Цюрихе, Лондоне, Манчестере, Амстердаме, Барселоне, Кёльне, Копенгагене, Берлине, Париже и Брюсселе. Группа также стала первой корейской поп-группой, которая провела концерт в крупнейшем крытом концертном зале Европы — Пари-Ла-Дефанс Арена, и добилась его аншлага.

## Артистизм

### Музыкальный стиль и лирические темы
Согласно Rolling Stone India, Ateez сочетает элементы хип-хопа, трэпа, дабстепа и поп-музыки для создания своего уникального звучания. Они используют элементы музыки Ближнего Востока, отголоски инди-попа, тропикал-хауса, синтивейва и трэп-инспирированных слоу-джем, создавая сильную и узнаваемую идентичность, не жертвуя при этом креативностью и разнообразием. Их бисайды исследуют и представляют различные аспекты группы. Коллектив активно участвует в написании песен, их продюсировании и концептуальной разработке каждого альбома. Большинство их текстов носят мотивационный характер и затрагивают темы командной работы, успеха, единства и уверенности в себе. Их ведущие синглы обычно являются гимнами, вызывающими чувство эйфории у аудитории.

Согласно Forbes, многогранное искусство Ateez отражается в их стиле и молодёжной направленности текстов. Их песни исследуют процесс роста и принятия решений, через который проходят люди в подростковом возрасте. Earmilk описывает дискографию группы как мощную смесь хип-хопа и электронного трэпа, характеризующуюся тёмными оттенками и яркой музыкальностью. USA Today описывает музыку Ateez как обладающую «разнообразной природой», что подчёркивает их универсальность и адаптивность.
«ATEEZ всегда стремились к новым вызовам в плане звуков и жанров в каждом альбоме, который мы выпускали. Честно говоря, нам нравится испытывать себя, пробуя что-то новое, потому что нет необходимости ограничиваться конкретным жанром, если музыка может подчеркнуть и объединить сильные стороны каждого участника. Хотя у нас были песни, где мы сосредоточились на более кинематографическом и драматическом стиле, следуя сюжетной линии, мы также понимаем радость от развлечения, которое можно найти в самой музыке. Этот трек выводит это на передний план, даже более смелый по звучанию и творческий в сочетании уникальных способностей каждого участника. Я с нетерпением жду возможности продолжать демонстрировать уникальную идентичность ATEEZ в рамках, которые мы создаём для себя через различные музыкальные вызовы и выступления.»

— Ким Хонджун для 1883 Magazine

### Сценические выступления и концепции
Журнал Rolling Stone India отметил, что Ateez привлекают внимание своей отточенной хореографией и выразительной мимикой. В отличие от большинства групп, которые строят свои дебюты на определённой «концептуальной» формуле, Ateez фокусируются на своём исполнении на сцене. Они излучают уверенность, обладают феноменальным сценическим присутствием, разработали запоминающийся фирменный звук и гармонично взаимодействуют как команда. Их работа соответствует стандартам кинопроизводства в K-pop индустрии и склонности к скрытым сюжетам, но символизм заключён в их движениях. Их хореография работает как часы, каждая деталь тщательно вплетена в общую канву, а мимика поражает своей выразительностью.
Consequence описал, что группа экспериментирует с различными жанрами, но особенно выделяется своими взрывными, театрализованными выступлениями. Концепция группы включает пиратскую тематику. Музыкальный и танцевальный стиль Ateez отличается от многих их коллег по индустрии. Хотя точная хореография обычно является стандартом, участники группы не боятся демонстрировать свои индивидуальные сильные стороны на сцене.
Billboard отметил, что группа славится своей интенсивной хореографией и шоуменством во время выступлений. Согласно USA Today, Ateez известны своими мощными выступлениями и концептами. Они приносят высокую энергию с оттенком хладнокровия.
В репортаже Clash Music о мировом турне Ateez «Towards the Light: Will to Power» в Вашингтоне, округ Колумбия, говорится о сюжетной линии, которая вплетается в каждое выступление, создавая для аудитории опыт погружения в мир. В репортаже отмечается, что выступления — это их способ «бунтовать» против реальной индустрии, которая изначально не верила в них, и вымышленного репрессивного правительства в их сюжетной линии. Основными темами в их нарративе стали анархия и мятеж.
1883 Magazine подробно описывает комплексную концепцию, в которой участники группы выступают в роли пиратов, ищущих своё сокровище. Они создали обширную вселенную, исследующую темы одержимости, открытия, отчуждения, неоднозначной морали и одержимости, которые преодолевают языковые барьеры и находят отклик у людей по всему миру.

## Прочая деятельность

### Амбассадоры
8 мая 2020 года Министерство культуры, спорта и туризма Республики Корея назначило Ateez своими послами 2020 года для продвижения корейской культуры и туризма за рубежом. Группа участвовала в эстафете «Вместе преодолеем» для поощрения безопасных практик по борьбе с COVID-19 и выступала в качестве послов конкурса Talk Talk Korea Contest в 2020 году.
14 апреля 2021 года Сан был назначен послом по связям с общественностью своего родного города Намхэ в провинции Южный Кёнсан, Южная Корея.

### Продвижение бренда
28 января 2021 года Ateez приняли участие в съёмках рекламного ролика для телевизора LG webOS. 1 июля было объявлено, что участники группы Хонджун и Юнхо примут участие в кампании Pepsi Taste of Korea 2021, совместно с K-pop исполнителями Рейн, Brave Girls и Monsta X для песни «Summer Taste», которая была выпущена 14 июля.
3 февраля 2022 года Ateez начали сотрудничество с онлайн-магазином одежды Poshmark. 14 июля Ateez были объявлены рекламными моделями корейского косметического бренда Mernel.
5 января 2024 года Ateez были выбраны косметическим брендом Nacific в качестве их рекламных моделей. 21 марта Ateez стали эксклюзивными моделями для Cafe BomBom. 22 марта Ateez были выбраны рекламными моделями японского фармацевтического бренда Rohto UV. 23 апреля Ateez сотрудничали с ABC-Mart для кампании Adidas «CLIMACOOL».

### Благотворительность
31 августа 2020 года было объявлено, что участники Ateez Минги и Ёсан примут участие в кампании «Star Bookstore» — акции по сбору средств, в рамках которой знаменитости читают книги детям, оказавшимся в неблагоприятных ситуациях. Аудиокниги, записанные каждым участником, набрали более 10 000 просмотров в течение одного дня после выпуска, что привело к пожертвованию в размере ₩2 миллионов от Happy Bean от имени двух участников в пользу различных благотворительных организаций в Корее. 14 сентября Ateez были объявлены послами инициативы Polished Man, направленной на сбор средств для программ по предотвращению и восстановлению после травм для молодых людей, переживших насилие. Участник Ateez Хонджун привлек внимание к кампании с момента дебюта группы, покрасив один из своих ногтей, что побудило фанатов создать страницы сбора средств на веб-сайте Polished Man, собрав сотни долларов в 2019 и начале 2020 года до официального партнерства Ateez с кампанией. По состоянию на июль 2021 года средства, собранные в рамках партнерства с Polished Man, превысили $30 000.
15 мая 2021 года Ateez приняли участие в Identity 2021 — прямом эфире благотворительной акции, организованной Amazon Music в честь Месяца азиатско-тихоокеанского наследия американцев. Кампания собрала более $20 000 на стипендии Pacific Bridge Arts Musical Scholarships и Фонд сообщества Gold House AAPI.
В ноябре 2022 года, после давки на Хэллоуин в Сеуле, Ateez пожертвовали 100 миллионов южнокорейских вон Ассоциации помощи при стихийных бедствиях «Мост надежды», используя доходы от своих концертов для поддержки пострадавших от инцидента.
В марте 2023 года участник Ateez Сан пожертвовал 5 миллионов южнокорейских вон своему родному городу Намхэ через Программу пожертвований на родину [10]. Город выразил надежду использовать средства для проектов регионального развития и поддержки молодежи. Кроме того, Сан получил от местного правительства наборы говядины ханву стоимостью ₩1,5 миллиона за свое пожертвование, которые он решил передать 22 семьям с одним родителем в Намхэ.
28 марта 2025 года стало известно, что группа Ateez пожертвовала 100 миллионов вон Национальной ассоциации по оказанию помощи при стихийных бедствиях «Мост надежды» для поддержки пострадавших от лесных пожаров. Средства направлены на обеспечение временного жилья, оказание экстренной помощи и предоставление гуманитарной помощи жителям Ульсана, Кёнбук и Кённам.

## Участники
| Фото | Сценический псевдоним | Сценический псевдоним | Настоящее имя | Настоящее имя | Дата рождения | Позиция в группе                     |
| Фото | Основной              | Другой                | На русском    | Хангыль       | Дата рождения | Позиция в группе                     |
| ---- | --------------------- | --------------------- | ------------- | ------------- | ------------- | ------------------------------------ |
|      | Хонджун               | Hongjoong             | Ким Хон Джун  | 김홍중        | 07.11.1998    | Лидер, ведущий репер, саб-вокалист   |
|      | Сонхва                | Seonghwa              | Пак Сон Хва   | 박성화        | 03.04.1998    | Ведущий вокалист, саб-репер, вижуал  |
|      | Юнхо                  | Yunho                 | Чон Юн Хо     | 정윤호        | 23.03.1999    | Главный танцор, вокалист             |
|      | Ёсан                  | Yeosang               | Кан Ё Сан     | 강여상        | 15.06.1999    | саб-вокалист, ведущий танцор, вижуал |
|      | Сан                   | San                   | Чхве Сан      | 최산          | 10.07.1999    | Ведущий вокалист, ведущий танцор     |
|      | Минги                 | Mingi                 | Сон Мин Ги    | 송민기        | 09.08.1999    | Главный рэпер, главный танцор        |
|      | Уён                   | Wooyoung              | Чон У Ён      | 정우영        | 26.11.1999    | Главный танцор, саб-вокалист, центр  |
|      | Чонхо                 | Jongho                | Чхве Чон Хо   | 최종호        | 12.10.2000    | Главный вокалист, макнэ              |

## Дискография
| Корейские альбомы Студийные альбомы Treasure EP.Fin: All to Action (2019) «Zero: Fever Epilogue» (2021) The World EP.Fin: Will (2023) Мини-альбомы Treasure EP.1: All to Zero (2018) Treasure EP.2: Zero to One (2019) Treasure EP.3: One to All (2019) Treasure Epilogue: Action to Answer (2020) Zero: Fever Part.1 (2020) Zero: Fever Part.2 (2021) «Zero: Fever Part.3» (2021) «The World EP.1: Movement» (2022) «The World EP.2: Outlaw» (2023) «THE World EP.FIN : WILL» (2023) «GOLDEN HOUR : Part.1» (2024) «GOLDEN HOUR : Part.2» (2024) Cингловый альбом «Spin Off: From The Witness» (2022) Сингл Don’t stop (2022) | Японские альбомы Студийные альбомы Treasure EP.Extra: Shift the Map (2019) Into the A to Z (2021) Мини-альбомы Treasure EP.Map to Answer (2020) «Beyond: Zero» (2022) «The World EP. Paradigm» (2022) Синглы Dreamers (2021) Limitless (2023) Birthday (2023) Not Okay (2024) |

| Название                       | Детали | Высшая позиция | Высшая позиция | Высшая позиция | Высшая позиция | Высшая позиция | Высшая позиция | Продажи                    |
| Название                       | Детали | KOR            | AUS Dig.       | FRA Dig.       | JPN            | US Heat.       | US World       | Продажи                    |
| ------------------------------ | --- | -------------- | -------------- | -------------- | -------------- | -------------- | -------------- | -------------------------- |
| Treasure EP.Fin: All to Action | - Релиз: 8 октября 2019 года - Лейбл: KQ Entertainment, RCA Records - Формат: CD, digital download, streaming | 1              | 32             | 53             | —              | 10             | 7              | - KOR: 200,112 - US: 1,000 |

### Мини-альбомы
| Название                                                                             | Детали | Позиции в чартах | Позиции в чартах | Позиции в чартах | Позиции в чартах | Позиции в чартах | Позиции в чартах | Продажи                                                            | Сертификации        |  |
| Название                                                                             | Детали | KOR              | AUS Dig.         | FRA Dig.         | JPN              | US Heat.         | US World         | Продажи                                                            | Сертификации        |  |
| ------------------------------------------------------------------------------------ | --- | ---------------- | ---------------- | ---------------- | ---------------- | ---------------- | ---------------- | ------------------------------------------------------------------ | ------------------- |  |
| Treasure EP.1: All to Zero                                                           | - Релиз: 24 октября 2018 года - Лейбл: KQ Entertainment - Формат: CD, digital download, streaming                                  | 7                | —                | —                | —                | —                | 12               | - KOR: 77,594 - US: 10,000                                         |                     |  |
| Treasure EP.2: Zero to One                                                           | - Релиз: 15 января 2019 года - Лейбл:: KQ Entertainment - Формат: CD, digital download, streaming                                  | 6                | —                | 94               | —                | 7                | 5                | - KOR: 87,306 - US: 1,000                                          |                     |  |
| Treasure EP.3: One to All                                                            | - Релиз: 10 июня 2019 года - Лэйбл: KQ Entertainment - Формат: CD, digital download, streaming                                     | 2                | 35               | 45               | 25               | 9                | 8                | - KOR: 174,993 - JPN: 2,896 (Физ.) - JPN: 2,896 (Физ.) - US: 1,000 |                     |  |
| Treasure Epilogue: Action to Answer                                                  | - Релиз: 6 января 2020 года - Лейбл: KQ Entertainment - Формат: CD, digital download, streaming                                    | 1                | —                | н/д              | 31               | 18               | 5                | - KOR: 166,487 - JPN: 1,472 (Физ.) - US: 1,000                     |                     |  |
| Zero: Fever Part.1                                                                   | - Релиз: 29 июля 2020 года - Лейбл: KQ Entertainment - Формат: CD, digital download, streaming                                     | 1                | —                | н/д              | —                | —                | 6                | - KOR: 379,052 - JPN: 9,927                                        | - KMCA: Platinum    |  |
| Zero: Fever Part.2                                                                   | - Релиз: 1 марта 2021 года - Лейбл: KQ Entertainment - Формат: CD, digital download, streaming                                     | 1                | —                | н/д              | 10               | 9                | 8                | - Worldwide: 514,515                                               | - KMCA: Platinum 2x |  |
| Zero: Fever Part.3                                                                   | - Релиз: 13 сентября 2021 года - Лейбл: KQ Entertainment, RCA Records, Legacy Recordings - Формат: CD, digital download, streaming | 2                | —                | н/д              | 9                | —                | 1                | - Worldwide: 737,124                                               | - KMCA: Platinum 3x |  |
| WORLD EP 1: MOVEMENT                                                                 | - Релиз: 29 июля 2022 года - Лейбл: KQ Entertainment, RCA Records, Legacy Recordings - Формат: CD, digital download, streaming     | 1                | 15               | н/д              | 4                | —                | 1                | - Worldwide: 1,007,575                                             | - KMCA: Million     |  |
| The World Episode 2: Outlaw                                                          | - Релиз: 16 июля 2023 года - Лейбл: KQ Entertainment - Формат: CD, digital download, streaming                                     | 1                | —                | н/д              | 1                | —                | 1                | KOR: 1,501,632 JPN:83,243 US: 101,000                              | - KMCA: Million     |  |
| Golden Hour:Part 1                                                                   | - Релиз: 31 мая 2024 года - Лейбл: KQ Entertainment - Формат: CD, digital download, streaming                                      | n/a              | n/a              | n/a              | n/a              | n/a              | n/a              | n/a                                                                | n/a                 |  |
| «—» обозначает релизы, которые не вошли в чарты или не были выпущены в этом регионе. | |                  |                  |                  |                  |                  |                  |                                                                    |                     |  |

### Синглы
| Название                                                                             | Год  | Высшая позиция | Высшая позиция | Высшая позиция | Продажи       | Альбом                              |
| Название                                                                             | Год  | KOR            | KOR Hot.       | US World       | Продажи       | Альбом                              |
| ------------------------------------------------------------------------------------ | ---- | -------------- | -------------- | -------------- | ------------- | ----------------------------------- |
| «Pirate King» (해적왕)                                                               | 2018 | —              | —              | —              | н/д           | Treasure EP.1: All to Zero          |
| «Treasure»                                                                           | 2018 | —              | —              | —              | н/д           | Treasure EP.1: All to Zero          |
| «Say My Name»                                                                        | 2019 | —              | —              | 8              | н/д           | Treasure EP.2: Zero to One          |
| «Illusion»                                                                           | 2019 | —              | 70             | 23             | н/д           | Treasure EP.3: One to All           |
| «Wave»                                                                               | 2019 | —              | —              | 17             | н/д           | Treasure EP.3: One to All           |
| «Wonderland»                                                                         | 2019 | —              | —              | 6              | - US: 1,000   | Treasure EP.Fin: All to Action      |
| «Answer»                                                                             | 2020 | —              | —              | 6              | - US: 1,000   | Treasure Epilogue: Action to Answer |
| «Inception»                                                                          | 2020 | —              | —              | 9              | н/д           | Zero: Fever Part.1                  |
| «Thanxx»                                                                             | 2020 | —              | —              | 18             | н/д           | Zero: Fever Part.1                  |
| «Fireworks (I’m the One)»                                                            | 2021 | 148            | —              | 6              | н/д           | Zero: Fever Part.2                  |
| «Take Me Home»                                                                       | 2021 | —              | 16             |                | н/д           | Zero: Fever Part.2                  |
| «Deja Vu»                                                                            | 2021 | —              | —              | 4              | н/д           | Zero: Fever Part.3                  |
| «Eternal Sunshine»                                                                   | 2021 | —              | —              | —              | н/д           | Zero: Fever Part.3                  |
| «Turbulence»                                                                         | 2021 | —              | —              | 9              | н/д           | Zero: Fever Epilogue                |
| «The Real» (Heung version)"                                                          | 2021 | 149            | —              | —              | н/д           | Zero: Fever Epilogue                |
| «Rocky (Boxers version)»                                                             | 2022 | —              | —              | —              | н/д           | Beyond: Zero                        |
| «Guerrilla»                                                                          | 2022 | 67             | —              | 5              | н/д           | The World EP.1: Movement            |
| «Halazia»                                                                            | 2022 | 155            | —              | 2              | н/д           | Spin Off: From the Witness          |
| «Limitless»                                                                          | 2023 | —              | —              | —              | - JP: 72,717  | -                                   |
| «Bouncy (K-Hot Chilli Peppers)»                                                      | 2023 | 33             | —              | 4              | н/д           | The World EP.2: Outlaw              |
| «Crazy Form»                                                                         | 2023 | 33             | —              | 3              | н/д           | The World EP.Fin: Will              |
| «Not Okay»                                                                           | 2024 | —              | —              | —              | - JP: 216,682 | Not Okay                            |
| «Work»                                                                               | 2024 | 57             | —              | 1              | н/д           | Golden Hour: Part. 1                |
| «—» обозначает релизы, которые не вошли в чарты или не были выпущены в этом регионе. |      |                |                |                |               |                                     |

## Фильмография

### Реалити-шоу
| Год  | Название               | Эпизодов    | Телеканал         | Примечания     | Ссылка  |
| ---- | ---------------------- | ----------- | ----------------- | -------------- | ------- |
| 2018 | KQ Fellaz 미국 연수기  | 19 эпизодов | YouTube           | пре-дебют в LA | [ 281 ] |
| 2018 | Code Name Is Ateez     | 8 эпизодов  | Mnet              | пре-дебют      | [ 282 ] |
| 2019 | Ateez(에이티즈) Wanted | 8 эпизодов  | Youtube           |                | [ 281 ] |
| 2019 | Ateez Long Journey     | 4 эпизода   | Mnet              |                | [ 283 ] |
| 2019 | Ateez Treasure Film    | 3 эпизода   | Mnet              |                | [ 284 ] |
| 2019 | Ateez ANEWZ            | 6 эпизодов  | YouTube           |                | [ 285 ] |
| 2020 | Ateez Fever Road       | 8 эпизодов  | Kakao TV, Youtube |                | [ 286 ] |
| 2021 | Salary Lupin ATEEZ     | 7 эпизодов  | Mnet              |                | [ 287 ] |
| 2021 | Kingdom                | 10 эпизодов | Mnet              |                | [ 288 ] |

### Дорамы
| Год  | Название | Эпизодов | Телеканал | Ссылка |
| ---- | -------- | -------- | --------- | ------ |
| 2021 | Имитация | 12       | KBS2      |        |

## Концерты и туры

### The Expedition Tour (2019)
| Дата            | Город        | Страна         | Концертный зал        | Ссылка          |
| --------------- | ------------ | -------------- | --------------------- | --------------- |
| 15 марта 2019   | Лос-Анджелес | США            | Globe Theater         | [ 289 ]         |
| 17 марта 2019   | Даллас       | США            | Granada Theater       | [ 289 ]         |
| 20 марта 2019   | Чикаго       | США            | Park West             | [ 289 ]         |
| 22 марта 2019   | Атланта      | США            | Center Stage Theater  | [ 289 ]         |
| 24 марта 2019   | Нью-Йорк     | США            | Warsaw                | [ 289 ]         |
| 3 апреля 2019   | Лондон       | Великобритания | O2 Forum Kentish Town | [ 290 ]         |
| 5 апреля 2019   | Лиссабон     | Португалия     | Lisboa ao Vivo        | [ 290 ]         |
| 7 апреля 2019   | Париж        | Франция        | Le Bataclan           | [ 290 ]         |
| 9 апреля 2019   | Берлин       | Германия       | Astra Kulturhaus      | [ 290 ]         |
| 12 апреля 2019  | Амстердам    | Нидерланды     | Q Factory             | [ 290 ]         |
| 14 апреля 2019  | Милан        | Италия         | Magazzini Generali    | [ 290 ]         |
| 16 апреля 2019  | Будапешт     | Венгрия        | Durer Kert            | [ 290 ]         |
| 18 апреля 2019  | Стокгольм    | Швеция         | Fryshuset Klubben     | [ 290 ]         |
| 19 апреля 2019  | Варшава      | Польша         | Palladium             | [ 290 ]         |
| 21 апреля 2019  | Москва       | Россия         | Известия Hall         | [ 290 ]         |
| 9 августа 2019  | Мельбурн     | Австралия      | Margaret Court Arena  | [ 291 ] [ 292 ] |
| 11 августа 2019 | Сидней       | Австралия      | Big Top Sydney        | [ 291 ] [ 293 ] |

### The Fellowship: Map The Treasure Tour (2020)
| Дата             | Город | Страна      | Концертный зал     | Ссылка |
| ---------------- | ----- | ----------- | ------------------ | ------ |
| 8-9 февраля 2020 | Сеул  | Южная Корея | Seoul Olympic Hall |        |

### The Fellowship: Break The Wall (2022—2023)
| Дата            | Город      | Страна         | Концертный зал       | Ссылка |
| --------------- | ---------- | -------------- | -------------------- | ------ |
| 29 октября 2022 | Сеул       | Южная Корея    | Jamsil Arena         |        |
| 30 октября 2022 | Сеул       | Южная Корея    | Jamsil Arena         |        |
| 7 ноября 2022   | Анахайм    | США            | Honda Center         |        |
| 8 ноября 2022   | Анахайм    | США            | Honda Center         |        |
| 10 ноября 2022  | Финикс     | США            | Gila River Arena     |        |
| 16 ноября 2022  | Даллас     | США            | Dickies Arena        |        |
| 19 ноября 2022  | Чикаго     | США            | Wintrust Arena       |        |
| 22 ноября 2022  | Атланта    | США            | State Farm Arena     |        |
| 27 ноября 2022  | Ньюарк     | США            | Prudential Center    |        |
| 28 ноября 2022  | Ньюарк     | США            | Prudential Center    |        |
| 2 декабря 2022  | Торонто    | Канада         | First Ontario Center |        |
| 11 декабря 2022 | Чиба       | Япония         | Makuhari Messe       |        |
| 12 декабря 2022 | Чиба       | Япония         | Makuhari Messe       |        |
| 10 февраля 2023 | Амстердам  | Нидерланды     | Ziggo Dome           |        |
| 14 февраля 2023 | Берлин     | Германия       | Mersedes-Benz Arena  |        |
| 15 февраля 2023 | Берлин     | Германия       | Mersedes-Benz Arena  |        |
| 18 февраля 2023 | Брюссель   | Бельгия        | Palais 12            |        |
| 22 февраля 2023 | Лондон     | Великобритания | The O2               |        |
| 28 февраля 2023 | Мадрид     | Испания        | WiZinc Center        |        |
| 4 марта 2023    | Копенгаген | Дания          | Royal Arena          |        |
| 7 марта 2023    | Париж      | Франция        | Accor Arena          |        |
| 8 марта 2023    | Париж      | Франция        | Accor Arena          |        |
| 28 апреля 2023  | Сеул       | Южная Корея    | Jamsil Arena         |        |
| 29 апреля 2023  | Сеул       | Южная Корея    | Jamsil Arena         |        |

## Награды и номинации
| Награда                      | Год  | Категория                                           | Номинант/Работа                     | Результат | Ист.    |
| ---------------------------- | ---- | --------------------------------------------------- | ----------------------------------- | --------- | ------- |
| APAN Music Awards            | 2020 | Лучшая мужская группа (Глобальная)                  | Ateez                               | Номинация | [ 294 ] |
| APAN Music Awards            | 2020 | APAN топ-10 (Бонсан)                                | Ateez                               | Номинация | [ 294 ] |
| Asia Artist Awards           | 2020 | Награда за популярность — певец, мужская категория  | Ateez                               | Номинация | [ 295 ] |
| Asia Artist Awards           | 2021 | Награда за популярность — мужская группа            | Ateez                               | Номинация | [ 296 ] |
| Asia Artist Awards           | 2021 | U+Idol Live Popularity Award — Мужская группа       | Ateez                               | Номинация | [ 297 ] |
| Asia Model Awards            | 2020 | Награда за популярность — певец (мужская категория) | Ateez                               | Победа    | [ 298 ] |
| Телепремия «Голубой дракон»  | 2022 | Лучший артист эстрады                               | Ateez                               | Лонг-лист | [ 299 ] |
| Телепремия «Голубой дракон»  | 2022 | Лучший артист эстрады-новичок                       | Ateez                               | Лонг-лист | [ 299 ] |
| Edaily Culture Awards        | 2023 | Награда за лучший концерт                           | The Fellowship: Break the Wall      | Победа    | [ 300 ] |
| Edaily Culture Awards        | 2023 | Дэсан (Гран-при)                                    | Ateez                               | Номинация | [ 301 ] |
| Forbes Korea Awards          | 2022 | Лучший фандом                                       | Ateez                               | Победа    | [ 302 ] |
| Gaon Chart Music Awards      | 2021 | Альбом года — 1-й квартал                           | Treasure Epilogue: Action to Answer | Номинация | [ 303 ] |
| Gaon Chart Music Awards      | 2021 | Альбом года — 3-й квартал                           | Zero: Fever Part.1                  | Номинация | [ 303 ] |
| Gaon Chart Music Awards      | 2021 | Mubeat Global Choice Award — Мужская категория      | Ateez                               | Номинация | [ 304 ] |
| Gaon Chart Music Awards      | 2021 | Мировой новичок года                                | Ateez                               | Победа    | [ 305 ] |
| Gaon Chart Music Awards      | 2022 | Mubeat Global Choice Award — Мужская категория      | Ateez                               | Номинация | [ 306 ] |
| Genie Music Awards           | 2019 | Лучший новый мужской артист                         | Ateez                               | Номинация | [ 307 ] |
| Golden Disc Awards           | 2019 | Disc Бонсан                                         | Treasure EP.Fin: All to Action      | Номинация | [ 308 ] |
| Golden Disc Awards           | 2019 | Наиболее популярный артист                          | Ateez                               | Номинация | [ 309 ] |
| Golden Disc Awards           | 2019 | Награда «Следующее поколение»                       | Ateez                               | Победа    | [ 310 ] |
| Golden Disc Awards           | 2019 | Новичок года                                        | Ateez                               | Номинация | [ 308 ] |
| Golden Disc Awards           | 2020 | Disc Бонсан                                         | Zero: Fever Part.1                  | Номинация | [ 311 ] |
| Golden Disc Awards           | 2020 | Curaprox Награда за популярность                    | Ateez                               | Номинация | [ 312 ] |
| Golden Disc Awards           | 2020 | QQ Music Popularity Award                           | Ateez                               | Номинация | [ 313 ] |
| Golden Disc Awards           | 2021 | Альбом Бонсан                                       | Zero: Fever Part.3                  | Номинация | [ 314 ] |
| Golden Disc Awards           | 2021 | Наиболее популярный артист                          | Ateez                               | Номинация | [ 315 ] |
| Golden Disc Awards           | 2022 | Альбом Бонсан                                       | The World Ep.1: Movement            | Номинация | [ 316 ] |
| Golden Disc Awards           | 2022 | Премия TikTok «Самый популярный артист»             | Ateez                               | Номинация | [ 317 ] |
| Golden Disc Awards           | 2023 | Альбом Бонсан                                       | The World Ep.2: Outlaw              | Номинация | [ 318 ] |
| Hanteo Music Awards          | 2021 | Artist Award — Мужская группа                       | Ateez                               | Номинация | [ 319 ] |
| Hanteo Music Awards          | 2021 | Initial Chodong Record Award                        | Ateez                               | Победа    | [ 319 ] |
| Hanteo Music Awards          | 2023 | Артист года (Бонсан)                                | Ateez                               | Победа    | [ 320 ] |
| Hanteo Music Awards          | 2023 | Лучший мировой исполнитель                          | Ateez                               | Победа    | [ 320 ] |
| iHeartRadio Music Awards     | 2024 | K-Pop песня года                                    | «Bouncy (K-Hot Chilli Peppers)»     | Номинация | [ 321 ] |
| iHeartRadio Music Awards     | 2024 | Лучшая армия фанатов                                | Atiny                               | Номинация | [ 321 ] |
| iHeartRadio Music Awards     | 2025 | K-Pop артист года                                   | Ateez                               | Ожидается | [ 322 ] |
| iHeartRadio Music Awards     | 2025 | Favorite K-pop Dance Challenge                      | «Work»                              | Ожидается | [ 322 ] |
| K Global Heart Dream Awards  | 2023 | K Global Лучший мировой тур                         | Ateez                               | Победа    | [ 323 ] |
| K Global Heart Dream Awards  | 2023 | K Global Бонсан (Главный приз)                      | Ateez                               | Победа    | [ 323 ] |
| Korea Grand Music Awards     | 2024 | Лучшая песня                                        | «Crazy Form»                        | Победа    | [ 10 ]  |
| Korea Grand Music Awards     | 2024 | Grand Honor’s Choice (Дэсан)                        | Ateez                               | Победа    | [ 10 ]  |
| MAMA Awards                  | 2019 | Артист года                                         | Ateez                               | Номинация | [ 324 ] |
| MAMA Awards                  | 2019 | Лучший новый артист (мужская категория)             | Ateez                               | Номинация | [ 325 ] |
| MAMA Awards                  | 2019 | Всемирная икона года                                | Ateez                               | Номинация | [ 58 ]  |
| MAMA Awards                  | 2019 | Worldwide Fans' Choice Top 10                       | Ateez                               | Победа    | [ 58 ]  |
| MAMA Awards                  | 2020 | Всемирная икона года                                | Ateez                               | Номинация | [ 77 ]  |
| MAMA Awards                  | 2020 | Worldwide Fans' Choice Top 10                       | Ateez                               | Победа    | [ 77 ]  |
| MAMA Awards                  | 2020 | Открытие года                                       | Ateez                               | Победа    | [ 77 ]  |
| MAMA Awards                  | 2020 | Лучшее танцевальное выступление — Мужская группа    | «Inception»                         | Номинация | [ 326 ] |
| MAMA Awards                  | 2020 | Песня года                                          | «Inception»                         | Номинация | [ 326 ] |
| MAMA Awards                  | 2021 | Worldwide Fans' Choice Top 10                       | Ateez                               | Номинация |         |
| MAMA Awards                  | 2022 | Worldwide Fans' Choice Top 10                       | Ateez                               | Номинация | [ 327 ] |
| MAMA Awards                  | 2023 | Worldwide Fans' Choice Top 10                       | Ateez                               | Победа    | [ 328 ] |
| MAMA Awards                  | 2023 | Всемирная икона года                                | Ateez                               | Номинация | [ 328 ] |
| MAMA Awards                  | 2023 | Favorite Global Performer — Male Group              | Ateez                               | Победа    | [ 329 ] |
| MAMA Awards                  | 2024 | Альбом года                                         | The World EP.Fin: Will              | Номинация | [ 330 ] |
| MAMA Awards                  | 2024 | Worldwide Fans' Choice Top 10                       | Ateez                               | Номинация | [ 330 ] |
| Melon Music Awards           | 2024 | Глобальный артист — мужская категория               | Ateez                               | Победа    | [ 331 ] |
| MTV Europe Music Awards      | 2019 | Лучший корейский исполнитель                        | Ateez                               | Победа    | [ 332 ] |
| Mubeat Awards                | 2019 | Лучшая песня                                        | «Wonderland»                        | Победа    | [ 333 ] |
| Mubeat Awards                | 2019 | Лучшая фея концовки                                 | «Wonderland»                        | Номинация | [ 333 ] |
| Mubeat Awards                | 2019 | Лучший артист-новичок — мужская категория           | Ateez                               | Номинация | [ 333 ] |
| Mubeat Awards                | 2019 | Лучшая исполнительская группа                       | Ateez                               | Номинация | [ 333 ] |
| Mubeat Awards                | 2020 | Артист года                                         | Ateez                               | Номинация | [ 334 ] |
| Mubeat Awards                | 2020 | Песня года                                          | «Inception»                         | Номинация | [ 334 ] |
| Mubeat Awards                | 2020 | Лучшая исполнительская группа                       | «Inception»                         | Номинация | [ 334 ] |
| Mubeat Awards                | 2021 | Артист года                                         | Ateez                               | Номинация | [ 335 ] |
| Mubeat Awards                | 2021 | Песня года                                          | «Deja Vu»                           | Номинация | [ 335 ] |
| Mubeat Awards                | 2021 | Видеоклип года                                      | «Deja Vu»                           | Номинация | [ 335 ] |
| Mubeat Awards                | 2021 | Лучшее выступление                                  | «Deja Vu»                           | Номинация | [ 335 ] |
| Seoul Music Awards           | 2020 | Премия «Корейская волна»                            | Ateez                               | Номинация | [ 336 ] |
| Seoul Music Awards           | 2020 | Награда за популярность                             | Ateez                               | Номинация | [ 336 ] |
| Seoul Music Awards           | 2020 | Новичок года                                        | Ateez                               | Номинация | [ 337 ] |
| Seoul Music Awards           | 2021 | Главная награда (Бонсан)                            | Ateez                               | Победа    | [ 338 ] |
| Seoul Music Awards           | 2021 | Премия за популярность «Корейская волна»            | Ateez                               | Номинация | [ 339 ] |
| Seoul Music Awards           | 2021 | Награда за популярность                             | Ateez                               | Номинация | [ 339 ] |
| Seoul Music Awards           | 2021 | Премия WhosFandom                                   | Ateez                               | Номинация | [ 340 ] |
| Seoul Music Awards           | 2022 | Главная награда (Бонсан)                            | Ateez                               | Победа    | [ 341 ] |
| Seoul Music Awards           | 2022 | Премия за популярность «Корейская волна»            | Ateez                               | Номинация | [ 342 ] |
| Seoul Music Awards           | 2022 | Награда за популярность                             | Ateez                               | Номинация | [ 342 ] |
| Seoul Music Awards           | 2022 | U+Idol Live Best Artist Award                       | Ateez                               | Номинация | [ 343 ] |
| Seoul Music Awards           | 2023 | Главная награда (Бонсан)                            | Ateez                               | Номинация | [ 344 ] |
| Seoul Music Awards           | 2023 | Премия за популярность «Корейская волна»            | Ateez                               | Номинация | [ 344 ] |
| Seoul Music Awards           | 2023 | Награда за популярность                             | Ateez                               | Номинация | [ 344 ] |
| Soribada Best K-Music Awards | 2019 | Награда за выступление                              | Ateez                               | Победа    | [ 345 ] |
| Soribada Best K-Music Awards | 2019 | Награда за популярность — мужская категория         | Ateez                               | Номинация | [ 346 ] |
| Soribada Best K-Music Awards | 2020 | Награда за популярность — мужская категория         | Ateez                               | Номинация | [ 347 ] |
| Soribada Best K-Music Awards | 2020 | Глобальный артист                                   | Ateez                               | Номинация | [ 348 ] |
| The Fact Music Awards        | 2020 | Самый горячий глобальный артист                     | Ateez                               | Победа    | [ 349 ] |
| The Fact Music Awards        | 2020 | Награда за популярность                             | Ateez                               | Номинация | [ 350 ] |
| The Fact Music Awards        | 2020 | Fan N Star Choice Award － Singer                   | Ateez                               | Номинация | [ 351 ] |
| The Fact Music Awards        | 2021 | Артист года (Бонсан)                                | Ateez                               | Победа    | [ 352 ] |
| The Fact Music Awards        | 2021 | Награда за популярность                             | Ateez                               | Номинация | [ 353 ] |
| The Fact Music Awards        | 2021 | Fan N Star Choice Award － Singer                   | Ateez                               | Номинация | [ 354 ] |
| The Fact Music Awards        | 2022 | Артист года (Бонсан)                                | Ateez                               | Победа    | [ 355 ] |
| The Fact Music Awards        | 2022 | Лучший исполниель                                   | Ateez                               | Победа    | [ 356 ] |
| The Fact Music Awards        | 2023 | Артист года (Бонсан)                                | Ateez                               | Победа    | [ 357 ] |

### Комментарии
1. ↑  кроме Zero: Fever Part.3